# マイケル・デイヴィス (カトリックの作家)
マイケル・デイヴィス (Michael Treharne Davies, 1936年3月13日 - 2004年9月25日) は、イギリス人の教師であり、第2バチカン公会議以降のカトリック教会に関する多くの本を執筆した、カトリック聖伝主義の作家である。1992年から2004年まで、国際的な聖伝主義カトリックの組織である Foederatio Internationalis Una Voce の会長を務め、Una Voce America の統合の責任を負った。

## 生涯
デイヴィスはシリルおよびアニー(旧姓 Garnworthy) ・デイヴィス夫妻のもとに生まれた。父はウェールズ人でバプテスト派の信徒であり、母はイングランド人で英国国教会(聖公会)の信徒であった。デイヴィスはサマセット州の Yeovil で生育したものの、ウェールズ人の子孫であることを誇りに思っていた。マラヤ危機、スエズ危機、キプロスのEOKAキャンペーンの際、サマセット軽歩兵連隊 Somerset Light Infantryの正規兵士として勤務した。
デイヴィスはバプテスト派の信徒であったが、1950年代にまだ学生であったときにカトリックに改宗した。当初は第2バチカン公会議の支持者であったが、公会議後の典礼の変化に対して批判的になり、それは典礼改革における公会議の命令の曲解と誤読の結果であると主張した。
のちにデイヴィスは聖ピオ十世会 (SSPX) 創設者でフランス人大司教のマルセル・ルフェーブルを支援するようになり、Apologia Pro Marcel Lefebvre (マルセル・ルフェーブルの擁護)と題した全3巻のシリーズで、デイヴィスは、パウロ6世のミサを執行することを拒否したとして不服従と分裂の非難に晒されていたルフェーブルを擁護した。 デイヴィスは、1988年にルフェーブルが教皇ヨハネ・パウロ2世の意向に反して、（教会法上）違法に4人の SSPX 司教を聖別したことには反対していたが、トリエント・ミサとカトリック教会の伝統的な教えを擁護するルフェーブルを公に支持し続けた。
The Catholic University of Americaの宗教文化学教授のWilliam D. Dinges は、デイヴィスを「国際的に最も多作な聖伝主義者の弁証家の一人」と評した。
デイヴィスはメジュゴリエの聖母出現は虚偽であると考えており、この事件について批判した。
デイヴィスは癌との闘病の末、2004年9月25日に68歳で亡くなり、ケント州の St. Mary's, Chislehurst の教会の墓地に埋葬された。妻の Marija、娘1人、息子2人が残された。息子の1人は法廷弁護士の Adrian Davies である。

## 著作
- The Liturgical Revolution (Vol. I: Cranmer's Godly Order Roman Catholic Books, vol. II Pope John's Council & vol III Pope Paul's New Mass: Angelus Press) ISBN 978-0912141244
- Apologia Pro Marcel Lefebvre (Angelus Press) is a three volume book in support of the French Archbishop Marcel Lefebvre, founder of the Society of St. Pius X, ISBN 978-0935952193
- The Order of Melchisedech – 255pp, Roman Catholic Books, ISBN 978-0870003943
- Partisans of Error (on Modernism) – 109pp, Neumann Press (1982), ISBN 978-0911845006
- Newman Against the Liberals – 400pp, Roman Catholic Books (out of print)
- The Second Vatican Council and Religious Liberty – 326pp, Neumann Press, ISBN 978-0911845266
- I am with you always (on the Indefectibility of the Church) – 101pp, Neumann Press
- For Altar and Throne – The Rising in the Vendée – 100pp, The Remnant Press, ISBN 978-1890740009
- St John Fisher – 140pp, Neumann Press, ISBN 978-0911845860
- The Wisdom of Adrian Fortescue (edited by M. Davies) – 421pp, Roman Catholic Books, ISBN 978-0912141534
- Liturgical Shipwreck – TAN Books, ISBN 978-0895555359
- Liturgical Timebombs in Vatican 2: Destruction of the Faith Through Changes in Catholic Worship – TAN Books, ISBN 978-0895557735

## 参照
1. ↑  Matt. “The Last Letter From London”.   The Remnant. 2010年7月9日閲覧。
2. ↑  Darroch (2005年4月27日). “Michael Davies obituary”.   Foederatio Internationalis Una Voce. 2010年7月17日時点のオリジナルよりアーカイブ。2010年7月9日閲覧。
3. ↑  Foley, Michael (2004年11月). “RIP Michael Davies – The passing of a true defender of the Faith”. AD2000 17 (10):  p. 13.  オリジナルの2010年9月15日時点におけるアーカイブ。 2010年7月8日閲覧。
4. ↑  Darroch (2004年). “Michael Treharne Davies”.   The Latin Mass Society of England and Wales. 2009年10月6日時点のオリジナルよりアーカイブ。2010年7月8日閲覧。
5. ↑  “Lives in Brief”. The Times. (2004年11月9日) 2010年7月8日閲覧。
6. ↑  Bishop (2004年10月). “Michael Davies: The Last Interview”. Christian Order. 2010年7月8日閲覧。
7. ↑  “Michael Davies, PhD”. 2007年10月31日時点のオリジナルよりアーカイブ。2009年1月18日閲覧。, Society of St. Pius X – Southern Africa
8. ↑  Kieckhefer, Richard (2004). Theology in stone: Church architecture from Byzantium to Berkeley. Oxford University Press. p. 266. ISBN 0-19-515466-5
9. ↑  Petin. “Friend Honors Author Who Criticized Abuse of Vatican II”.   Zenit. 2016年1月12日時点のオリジナルよりアーカイブ。2023年6月20日閲覧。
10. ↑  Dinges, William D.; Martin E. Marty; R. Scott Appleby. “Roman Catholic Traditionalism”. Fundamentalisms Observed. American Academy of Arts and Sciences. p. 69. ISBN 0-226-50878-1
11. ↑  Davies (2004年5月). “Megjugorje after Twenty-One Years – The Definitive History”. 2011年7月19日時点のオリジナルよりアーカイブ。2012年3月23日閲覧。
12. ↑  Matt, Michael (2010年7月8日). “Michael Davies ~ In Memoriam”. The Remnant 2010年7月9日閲覧。